# Caecilia inca
Caecilia inca Taylor, 1973 è un anfibio della famiglia Caeciliidae.

## Distribuzione e habitat
La specie è endemica in Perù, dove occupa vari habitat umidi, tropicali o subtropicali.